# Union der Schwerbeschädigten beider Weltkriege

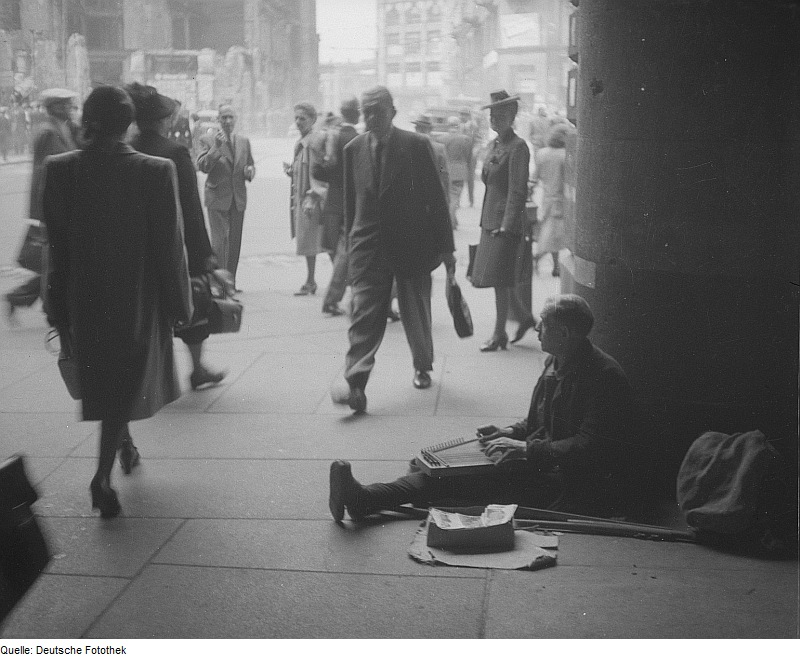
Kriegsversehrter Straßenmusikant

Die Union der Schwerbeschädigten beider Weltkriege war eine Interessenvertretung deutscher Kriegsversehrter. Sie wurde am 27. Februar 1946 in Hamburg gegründet.
Im April 1950 schlossen sich die Mitglieder der Union dem VdK – Verband der Kriegsbeschädigten, Kriegshinterbliebenen und Sozialrentner Deutschlands an.

## Mitgliedschaft
Mitglied der Union konnte werden, welcher von den Versorgungsbehörden als Kriegsversehrter anerkannt worden war. Entsprechendes galt für denjenigen, der über ein ärztliches Attest verfügte, das eine kriegsbedingte, schwere körperliche Beeinträchtigung bescheinigte.
Die Aufnahmegebühr betrug 1.- Reichsmark. Darüber hinaus war ein monatlicher Mitgliedsbeitrag von 1.- Reichsmark zu entrichten. Eine Zahlungsbefreiung wurde im Fall einer Notlage gewährt.
Zeitungsberichten zufolge gehörten der Union im Herbst 1947 12.000 Mitglieder an.

## Zielsetzung
Die Union der Schwerbeschädigten beider Weltkriege trat ein für die Sicherstellung der finanziellen und medizinischen Versorgung Kriegsversehrter. Dies umfasste die Gewährung von Heil- und Erholungsfürsorge und eine Versorgung Versehrter mit Prothesen, Heilmitteln sowie Medikamenten. 
Kriegsversehrte sollten am Arbeitsleben teilhaben und angemessen entlohnt werden. Angestrebt wurde ein intensiver Schutz des Arbeitsverhältnisses Versehrter. 
Für Kriegsversehrte wollte die Union Erleichterungen und Vergünstigungen auf allen Verkehrsmitteln durchsetzen. Auch sollte eine kulturelle Betreuung Kriegsversehrter gewährleistet werden. 
Praktische Unterstützung wollte die Union Versehrten zuteilwerden lassen, die bei Behörden oder Hilfsverbänden Anträge zu stellen hatten.